# 머니게임 (영화)
《머니게임》(黄金福将, Money Game)은 중국에서 제작된 황웨이 감독의 2015년 코미디, 드라마, 멜로/로맨스 영화이다. 이승현 등이 주연으로 출연하였다. 2015년 1월 23일 개봉하였다.

## 출연

### 주연
- 이승현
- 장란신
- 류화
- 주미미

## 반응
이 영화는 1월 23일 중국 박스오피스에서 CN¥210,000의 수익을 거두었다.